# 149 a.C.

## Eventos
- Mânio Manílio Nepos e Lúcio Márcio Censorino, cônsules romanos.
- Quinto ano da Guerra Lusitana na Península Ibérica.
- Irrompe a Terceira Guerra Púnica entre a República Romana e Cartago:
  - Começa o Cerco de Cartago, que perdurará até 146 a.C..

## Mortes
- Catão, o Velho, senador, censor e cônsul romano.